# Mokko
Mokko ist eine Landgemeinde im Departement Dosso in Niger.

## Geographie
Mokko liegt in der Großlandschaft Sudan. Die Nachbargemeinden sind Loga im Norden, Falwel im Nordosten, Tombokoirey I im Südosten, Goroubankassam im Süden, Dosso im Südwesten, Garankédey im Westen und Sokorbé im Nordwesten. Bei den Siedlungen im Gemeindegebiet handelt es sich um 41 Dörfer, 43 Weiler und 20 Lager. Der Hauptort der Landgemeinde ist das Dorf Mokko.

## Geschichte
Die Landgemeinde Mokko ging 2002 bei einer landesweiten Verwaltungsreform aus einem Teil des Kantons Dosso hervor.

## Bevölkerung

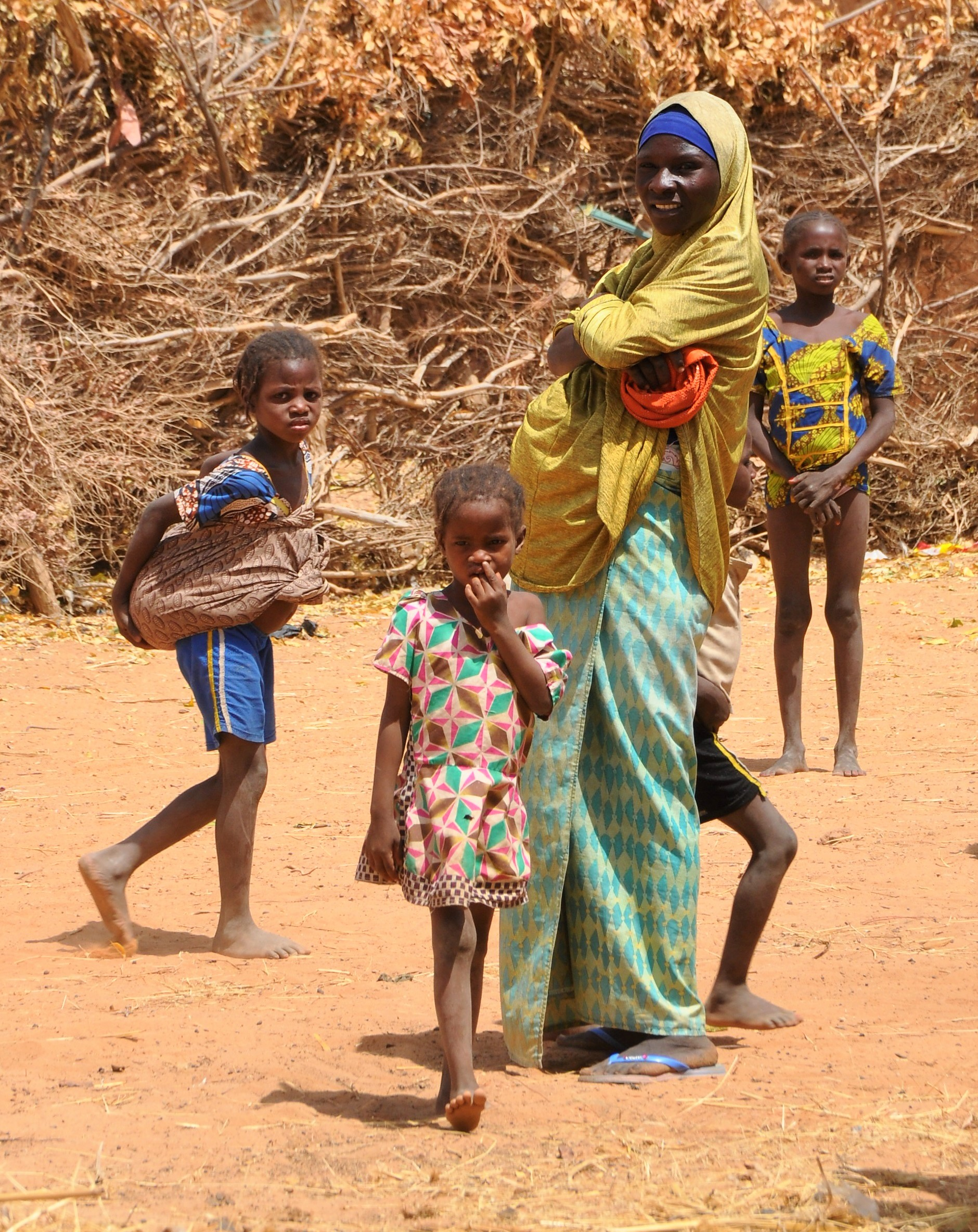
Eine Frau mit Kindern im Weiler Hamka in Mokko

Bei der Volkszählung 2012 hatte die Landgemeinde 52.132 Einwohner, die in 6079 Haushalten lebten. Bei der Volkszählung 2001 betrug die Einwohnerzahl 37.062 in 4450 Haushalten.
Im Hauptort lebten bei der Volkszählung 2012 4447 Einwohner in 590 Haushalten, bei der Volkszählung 2001 3264 in 392 Haushalten und bei der Volkszählung 1988 2256 in 316 Haushalten.
In ethnischer Hinsicht ist die Gemeinde ein Siedlungsgebiet von Zarma, Arawa und Fulbe.

## Politik
Der Gemeinderat (conseil municipal) hat 16 gewählte Mitglieder. Mit den Kommunalwahlen 2020 sind die Sitze im Gemeinderat wie folgt verteilt: 5 ANDP-Zaman Lahiya, 3 MPR-Jamhuriya, 2 PJP-Génération Doubara, 2 PNDS-Tarayya, 2 RNDP-Aneima Banizoumbou, 1 MCD-Jarumin Talakawa und 1 MODEN-FA Lumana Africa.
Jeweils ein traditioneller Ortsvorsteher (chef traditionnel) steht an der Spitze von 38 Dörfern in der Gemeinde, darunter dem Hauptort.

## Wirtschaft und Infrastruktur

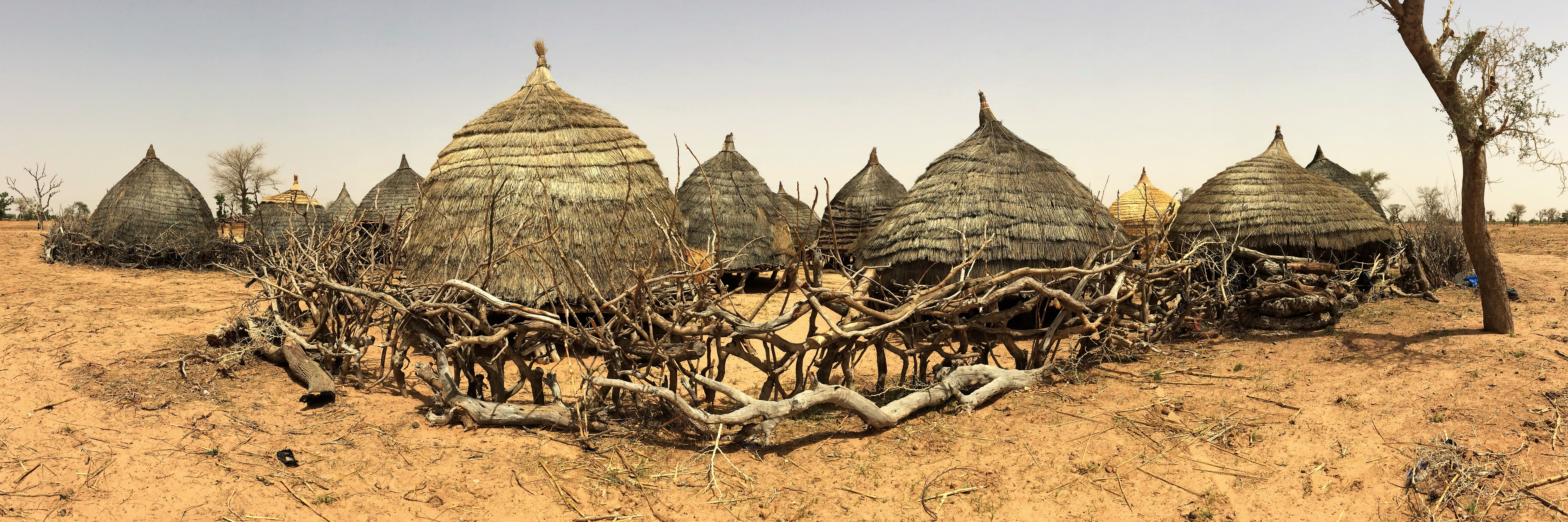
Getreidespeicher im Dorf Koutoufani in Mokko

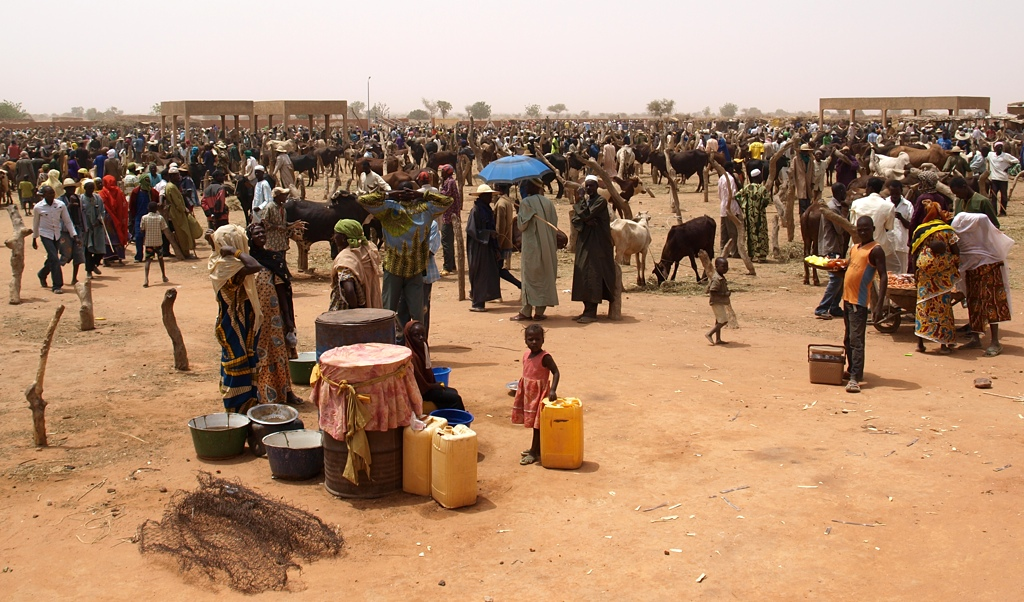
Viehmarkt in Mokko

Die Gemeinde liegt in einer Zone, in der Regenfeldbau betrieben wird. In Mokko befindet sich ein bedeutender Markt für Getreide, Hülsenfrüchte und Vieh, die unter anderem nach Maradi gehandelt werden. Der Markttag ist Donnerstag. Ein staatliches Viehzuchtzentrum wurde im Dorf Daréki eingerichtet.
Gesundheitszentren des Typs Centre de Santé Intégré (CSI) sind im Hauptort und in der Siedlung Saboudey vorhanden. Der CEG Mokko ist eine allgemein bildende Schule der Sekundarstufe des Typs Collège d’Enseignement Général (CEG). Das Berufsausbildungszentrum Centre de Formation aux Métiers de Mokko (CFM Mokko) bietet Lehrgänge in Metallbau, Elektrik, Holzbau, Mechanik und Schneiderei an.
Durch die Gemeinde verläuft die Nationalstraße 14 zwischen Dosso und Loga. Im Hauptort zweigen die über Garankédey nach Kiota führende Route 350 und die über Tombokoirey I und Goroubankassam nach Tourobon führende Route 360 von der Nationalstraße 14 ab.